# Lucila Santos Trujillo
Lucila Santos Trujillo (1925, Portoviejo - 1984, Guayaquil) là Đệ nhất phu nhân của Ecuador đến Otto Arosemena từ 16/11/1966 đến 31/8/1968.

## Tiểu sử
Santos được sinh ra cho Atanasio Santos Chávez, Thống đốc tỉnh Manabí và Lucila Trujillo Gutiérrez.
Năm 1947, bàkết hôn với Otto Arosemena tại Guayaquil, và hai người có ba con. Vào năm 1955, họ đã có được một bất động sản mới ở thành phố Guayaquil và đặt tên là Villa Lucile. Họ đã bán tài sản vào năm 1962 và chuyển đến Quito, nơi Arosemena đã sống từ năm 1957 cho các văn phòng chính trị của mình. Khi trở thành Tổng thống Ecuador vào năm 1966, Santos cũng vậy vì Đệ nhất phu nhân và chủ nhà của Cung điện Carondelet trong nhiệm kỳ tổng thống của chồng bà.
Ngoài vai trò truyền thống của Đệ nhất phu nhân với tư cách là chủ tịch của Viện Trẻ em và Gia đình Quốc gia, Santos đã thúc đẩy chương trình "Một trường học một ngày", xây dựng các trường học trên khắp Ecuador.

## Trích dẫn
1. ↑  "Lucila Santos Trujillo". geni.com. Truy cập ngày 3 tháng 8 năm 2018.
2. 1 2  Aleaga Ramírez, Edison (ngày 7 tháng 3 năm 2012). "La casa de Otto Arosemena es ahora una radio FM". Diario PP El Verdadero (bằng tiếng Tây Ban Nha). Bản gốc lưu trữ ngày 20 tháng 10 năm 2016. Truy cập ngày 19 tháng 10 năm 2016.
3. ↑  Saxon, Wolfgang (ngày 22 tháng 4 năm 1984). "Otto Arosemena, 58, is dead in Ecuador; President in 1960's". New York Times.
4. ↑  "Historia de la institución" (bằng tiếng Tây Ban Nha). Balzar, Ecuador: Lucila Santos School of Arosemena. Bản gốc lưu trữ ngày 20 tháng 10 năm 2016. Truy cập ngày 19 tháng 10 năm 2016.